# Solms-Laubach
 (août 2023).
1544-1676
1696–1806
Entités précédentes :
- Solms-Lich

Entités suivantes :
- Grand-duché de Hesse

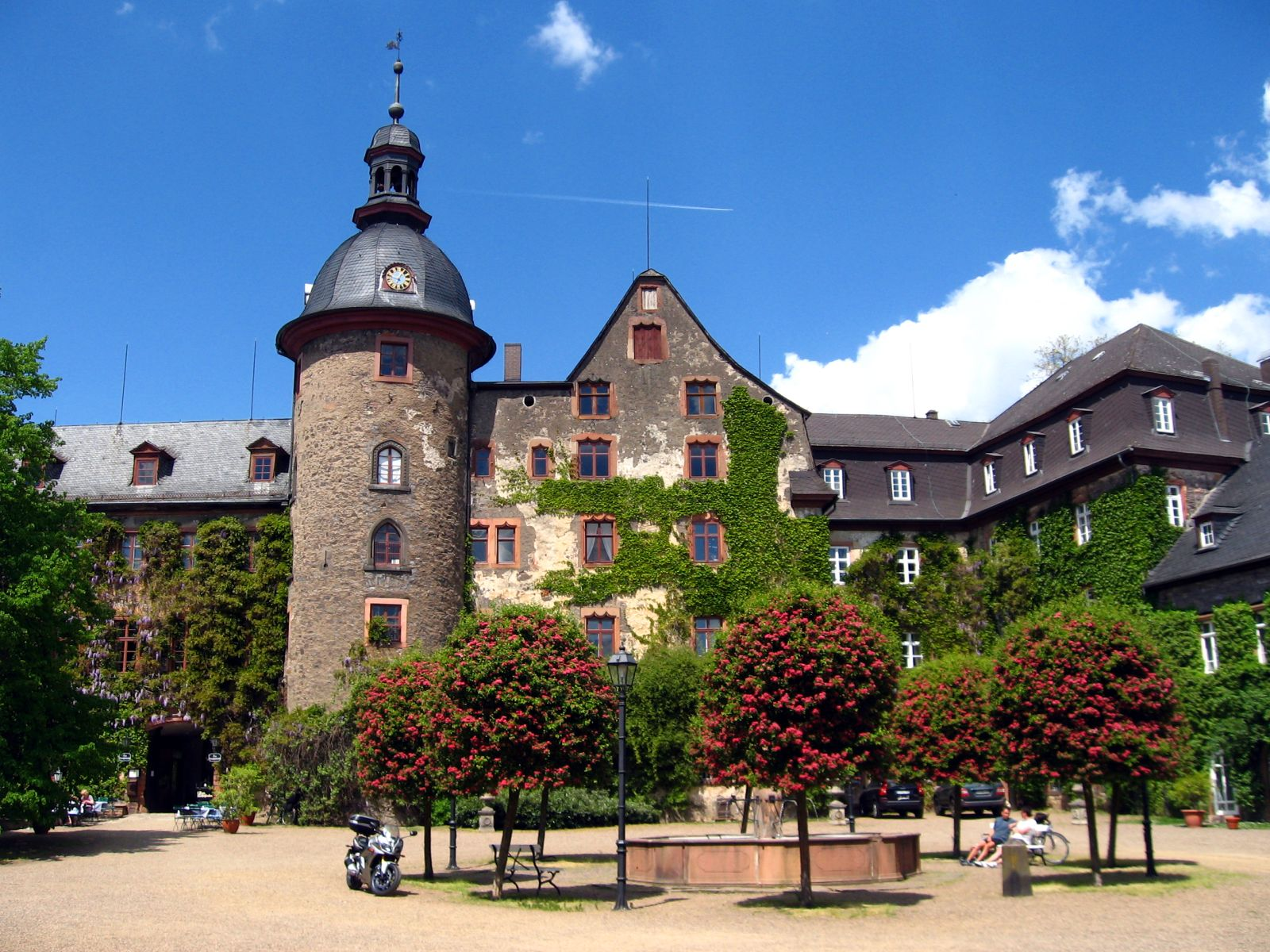

Solms-Laubach est une branche de la famille noble de Solms, issue de la lignée Solms-Lich. Les comtes de Solms-Laubach sont régents du comté impérial souverain de Solms-Laubach, territoire impérial immédiat du Saint Empire romain germanique. Le siège de la famille est aujourd'hui encore le château de Laubach (de).

## Histoire
Après la mort des seigneurs de Falkenstein-Münzenberg en 1418, les comtes de Solms-Braunfels peuvent enregistrer de fortes augmentations territoriales dans le Wetterau, notamment les seigneuries du château de Münzenberg (de), du château d'Hungen (de), du château de Lich (de) et du château de Laubach (de). Ils rejoignent l'Association des comtes de la Wetterau (de), qui obtient en 1495, lors de la diète impériale de Worms (de), le statut impérial et une voix curiale au Conseil impérial des princes (de) et qui envoie à partir de 1512 un représentant permanent à la Diète impériale. La Maison de Solms atteint ainsi l'immédiateté impériale.
En 1537, le comte Philippe de Solms-Lich (de) achète le domaine alors électoral saxon de Sonnewalde (de) et en 1544 le manoir de Pouch ; les descendants de son fils cadet Othon (1496–1522) en héritent, ainsi que Laubach. Le comte Othon de Solms-Laubach (1550-1612) est le premier de cette lignée à résider à Sonnewalde. En 1596, Othon achète également la seigneurie de Baruth (de), y compris les domaines de Mahlsdorf et Zesch, qui appartenaient au margraviat de Basse-Lusace. En 1602, en raison d'une fraternité héritée avec les seigneurs de Wildenfels (de), Othon hérite de la seigneurie de Wildenfels (de) (sud-ouest de Zwickau), qui passe sous le contrôle électoral saxon en 1706, mais conserve des droits spéciaux en tant que seigneurie libre.
De 1615 à 1945, une branche séparée de Laubach, les comtes (princes à partir de 1888) de Solms-Baruth, résident au château de Baruth et plus tard également au château de Golßen. Des branches séparées sont également formées à Sonnewalde et Wildenfels.
La branche des comtes de Solms-Laubach continue à se diviser en branches de Laubach et de Rödelheim en 1607, lorsque le comte Johann Georg divise le comté entre ses deux fils aînés : Albert-Othon (1576-1610) reçoit Laubach, Utphe et Münzenberg (de) et fonde la comté indépendant de Solms-Laubach, qui reste la propriété de ses descendants, les comtes de Solms-Laubach, jusqu'en 1676. Frédéric (1574–1636) reçoit Rödelheim, une part de 5/12 d'Assenheim et de Petterweil en tant que comté indépendant de Solms-Rödelheim.
La branche de Laubach s'éteint en 1676 et le comté revient à Jean-Frédéric de Solms-Wildenfels, dont les descendants forment la branche cadette de Laubach. En 1806, le comté de Solms-Laubach est médiatisé et devient une partie du grand-duché de Hesse nouvellement créé par la médiatisation en 1806. Avec la fondation de la Confédération germanique, la maison de Solms-Laubach devient seigneur du rang avec le prédicat d'Altesse selon l'article XIV de l'Acte fédéral allemand du 8 juin 1815. En tant que seigneurs, l'aîné de la maison dispose automatiquement d'un siège à la 1re chambre des États du grand-duché de Hesse (de). Depuis la sécularisation en 1810, l'abbaye d'Arnsburg appartient aux comtes de Solms-Laubach, qui vivent encore aujourd'hui au château de Laubach (de). Jusqu'en 1928, le domaine d'Utphe et jusqu'en 1935 le château de Münzenberg (de) appartiennent également à la propriété.

## Lignées
Comtes de Solms-Laubach
1. Othon (1496-1522) marié avec Anne de Mecklembourg (1485-1525)
2. Frédéric-Magnus Ier (1521-1561) marié avec Agnès de Wied
3. Jean-Georges Ier (1547–1600) mariée avec Marguerite de Schönburg-Glauchau (1554–1606)
  1. Frédéric de Solms-Rödelheim (1574-1649)
  2. Agnès de Solms-Laubach (1578-1602), landgravine de Hesse-Cassel
  3. Henri-Guillaume de Solms-Laubach zu Sonnewalde et Pouch (de) (1583–1632)
  4. Sophie de Solms-Laubach (1594-1651), épouse du margrave Joachim-Ernest de Brandebourg-Ansbach
  5. Dorothée de Solms-Laubach (1579-1631), épouse (à partir du 17 mai 1607) du Wildgraf et Rheingraf Jean-Casimir de Salm-Kyrbourg (1577–1651)
4. Albert-Othon Ier (1576–1610) marié avec Anne de Hesse-Darmstadt
5. Jean-Georges II (1591–1632) marié avec Anne-Marie d'Erbach-Fürstenau (de) (1603–1663)
6. Albert-Othon II (1610–1639) marié avec Catherine-Julianne de Hanau-Münzenberg (1604–1688)
7. Charles-Othon (1633–1676) marié avec Amöne-Élisabeth de Bentheim-Steinfurt (de) (1623–1701)

La lignée Alt-Laubach des comtes de Solms-Laubach s'éteint avec le comte Charles-Othon.
Lignée Neu-Laubach
1. Jean-Frédéric de Solms-Wildenfels (1625–1696) marié avec Benigna de Promnitz (de) (1648–1702)
2. Frédéric-Ernest (de) (1671–1723) marié avec Frédérique-Charlotte de Stolberg-Gedern (1686–1739)
3. Frédéric-Magnus II (de) (1711-1738)
4. Christian-Auguste (1714–1784) marié en 1738 avec Élisabeth-Amélie d'Isembourg-Büdingen à Birstein (1714–1748), marié en 1751 avec Caroline-Amélie de Nassau-Siegen (1715–1752), marié en 1753 avec Dorothée-Wilhelmine Bötticher, comtesse de Löwensee (1725–1754)
5. Frédéric-Louis-Christian (1769–1822) marié avec Henriette von Degenfeld-Schomberg (de) (1776–1847), haut président de la province prussienne de Juliers-Clèves-Berg
  1. Othon (1799–1872) ⚭ Luitgarde zu Wied (1813–1870)
  2. Reinhard de Solms-Laubach (de) (1801–1870), général de division prussien
  3. Ottilie de Solms-Braunfels (de) (1807–1884), née Solms-Laubach, mariée au prince Ferdinand de Solms-Braunfels (de)
  4. Ernst comte de Solms-Laubach (1837-1908), directeur d'arrondissement de l'arrondissement de Strasbourg (de)
    1. Ernstotto de Solms-Laubach (de) (1890–1977), historien de l'art et directeur de musée

  5. Hermann de Solms-Laubach (1842-1915), botaniste
6. Frédéric (de) (1833–1900) marié avec Marianne de Stolberg-Wernigerode (1836–1910)
  1. Guillaume de Solms-Laubach (de) (1861-1936), administrateur de l'arrondissement de Schlüchtern
  2. Charles de Solms-Laubach (de) (1870-1945), administrateur de l'arrondissement d'Hofgeismar
7. Othon (de) (1860-1904) marié avec Emma d'Isembourg-Büdingen-Büdingen (de) (1870-1944)
  1. Bernhard Bruno comte de Solms-Laubach (de) (1900-1938), directeur de théâtre et député du parlement de l'État de Hesse
8. Georges-Frédéric (de) (1899–1969) marié avec Jeanne de Solms-Hohensolms-Lich (de) (1905–1982)
9. Othon (1926–1973) marié avec Madeleine de Sayn-Wittgenstein-Berlebourg (née en 1936)
10. Charles-Georges (né en 1963) marié avec Julia Willers (née en 1966), marié avec Celina von Luttitz (née en 1973), petite-fille de Rudolf-August Oetker